# Cầu Theodor Heuss (Mainz-Wiesbaden)

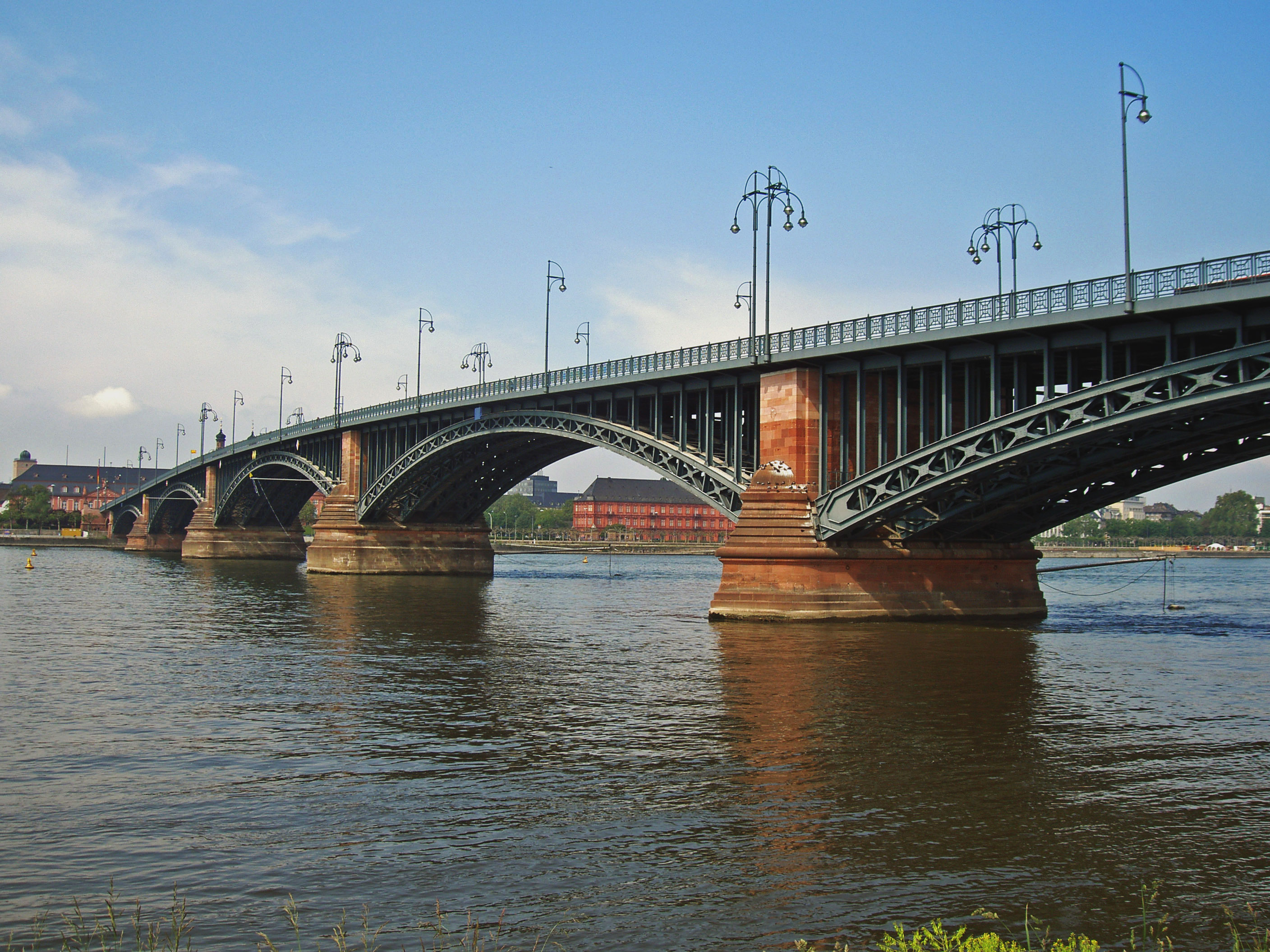
Cầu Theodor Heuss nhìn từ Kastel sang Mainz

Cảnh của Mainz và cầu Theodor-Heuss

Cầu Theodor Heuss là một cây cầu vòm qua sông Rhine nối quận Mainz-Kastel của Wiesbaden, thủ phủ bang Hessen và thủ phủ bang Rheinland-Pfalz, Mainz. Nhịp chính của cầu dài 102,94 m (337,7 ft). Nó kết nối Bundesstraße 40 và 455. Ban đầu người ta chỉ gọi là "Straßenbrücke" (cầu đường phố), sau đó nó được đặt tên theo tổng thống Đức Theodor Heuss.
Người La Mã đã xây dựng một cây cầu ở khu vực này trong năm 27 SCN, trong khi cầu vòm đầu tiên được khánh thành vào ngày 30 tháng 5 năm 1885. Chi phí xây dựng của nó là 3,6 triệu mác vàng được thu lại qua phí sử dụng trong vòng ba năm mặc dù lệ phí cầu đường tiếp tục bị lấy cho đến năm 1912. Cây cầu được mở rộng 1931-1934 nhưng đã bị phá hủy vào ngày 17 tháng 3 năm 1945 bởi các kỹ sư quân đội Đức vào cuối chiến tranh thế giới thứ hai. Để chặn một trận Remagen thứ hai, quân Đức vào ngày 19 tháng 3 đánh xập tất cả các cầu Rhein từ Ludwigshafen lên phía bắc.
Nó được xây dựng lại vào năm 1948-1950 và một phần tái tạo giữa năm 1992 và 1995 với chi phí 139.500.000 mác.